# Linje 16 (Pekings tunnelbana)

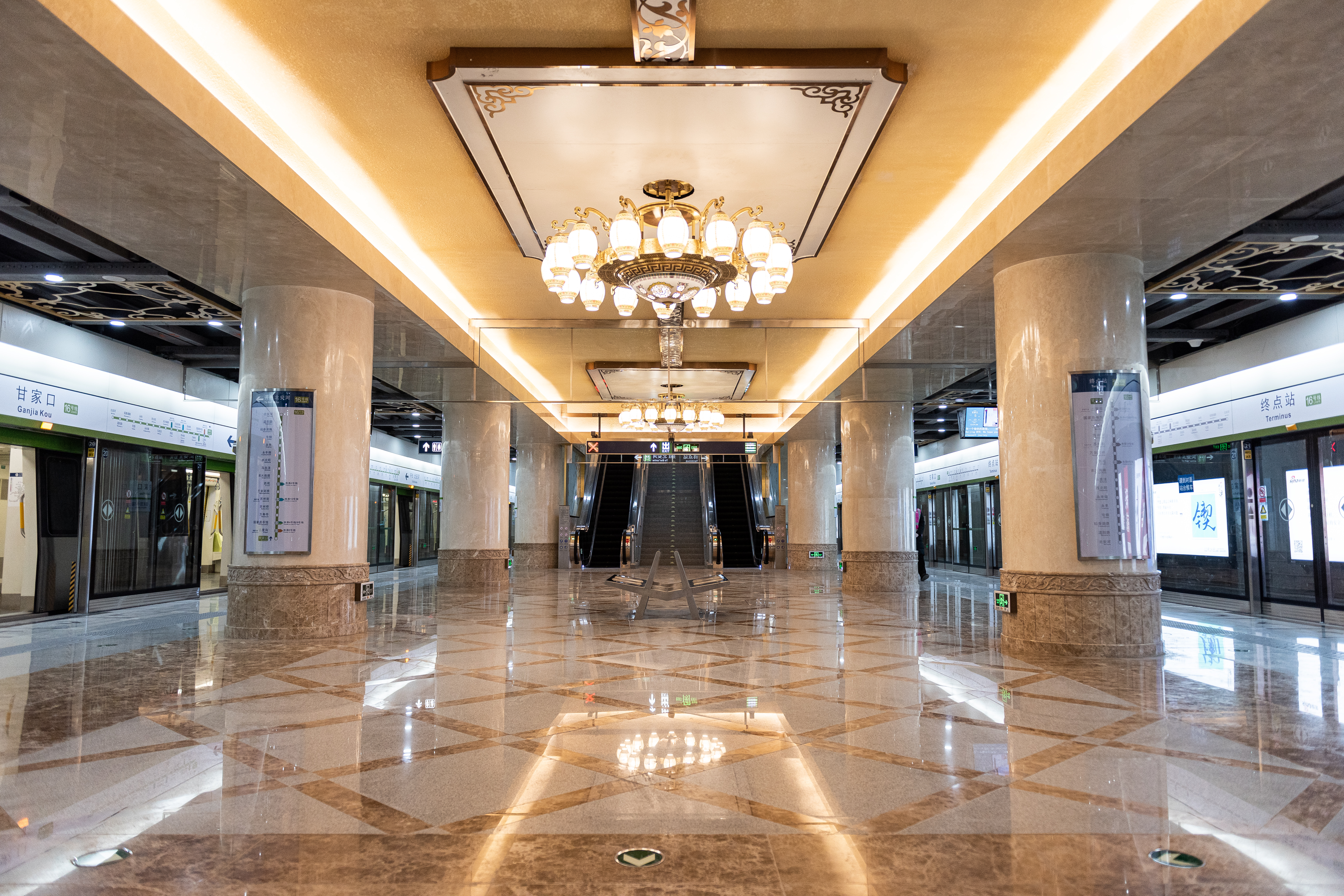
Ganjiakou

Linje 16 (北京地铁16号线; Běijīng dìtiě shíliùhào xiàn)  är en linje i Pekings tunnelbana. Linje 16 trafikerar västra Peking i nord- sydlig riktning. Linje 16 börjar i nordväst vid stationen Beianhe vid västra Sjätte ringvägen och fortsätter mot sydost till Xiyuan mellan Sommarpalatset och Yuanmingyuan. Linje 16 är i kartor och på skyltar märkt med gräsgrön färg.     
Linje 16 trafikerar 15 stationer och är 30,5 km lång och kommer när den är färdigställd att trafikera 29 stationer och vara 50 km lång. Den kompletta linjen kommer att färdigställas ca 2022.

## Lista över stationer
Från norr mot söder:
- Bei'anhe (北安河)
- Wenyang Lu (温阳路)
- Daoxianghu Lu (稻香湖路)
- Tundian (屯佃)
- Yongfeng (永丰)
- Yongfengnan (永丰南)
- Xibeiwang (西北旺)
- Malianwa (马连洼)
- Nongda Nanlu (农大南路)
- Xiyuan (西苑) (byte till      Linje 4)
- Wanquanheqiao (万泉河桥)
- Suzhou Jie (苏州街) (byte till      Linje 10)
- Suzhouqiao (苏州桥)
- Wanshousi (万寿寺)
- National Library (国家图书馆) (byte till      Linje 4 och      Linje 9)
- Erligou (二里沟) (byte till      Linje 6)
- Ganjiakou (甘家口)
- Yuyuantan Park East Gate (玉渊潭东门)
- Muxidi (木樨地) (byte till      Linje 1)
- Daguanying (达官营) (byte till      Linje 7)
- Honglian Nanlu (红莲南路)
- Lize Shangwuqu (丽泽商务区) (byte till      Linje 14 och      Daxing Airport Express)
- Dongguantounan (东管头南) (byte till      Fangshanlinjen)
- Fengtai Railway Station (丰台站) (byte till      Linje 10)
- Fengtai Nanlu (丰台南路) (byte till      Linje 9)
- Fufengqiao (富丰桥)
- Kandan (看丹)
- Yushuzhuang (榆树庄)

Framtida stationer (ej i trafik):
- Hongtaizhuang (洪泰庄)
- Wanpingcheng (宛平城)